# ДОТ № 580 (КиУР)

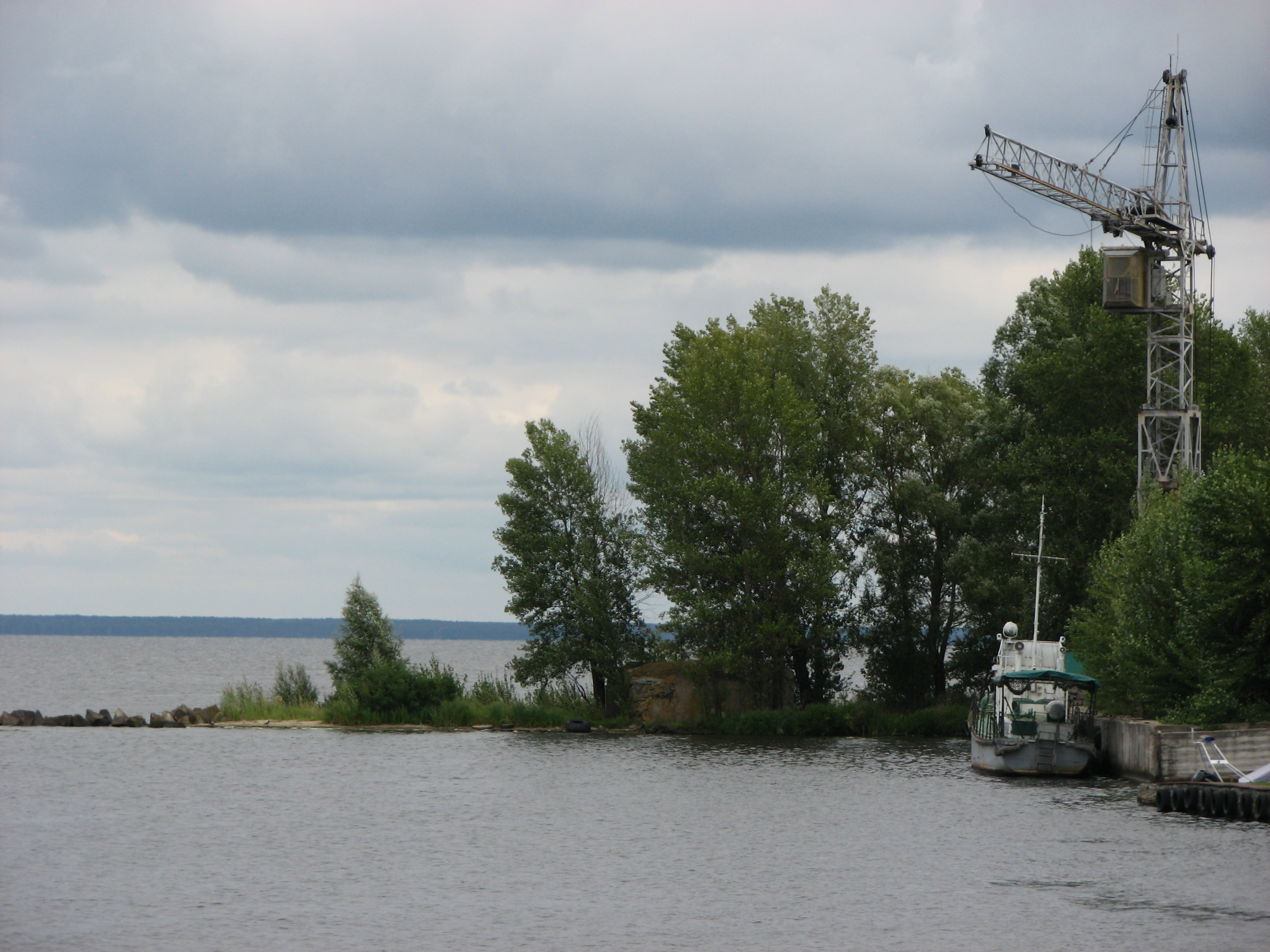
ДОТу № 580

ДОТ № 580 — долговременная огневая точка, входившая в первую линию обороны Киевского укрепрайона. ДОТ находится недалеко от устья реки Ирпень в Киевское водохранилище на территории речного порта «Демидов».

## Конструкция
Сооружение построено в период 1929 - 1935 годов непосредственно на переднем крае укрепрайона. ДОТ № 580 имеет один этаж и три пулемётных амбразуры для станковых пулемётов, его класс стойкости «М1», то есть он способен выдержать 1 попадание 203-мм гаубицы.

## Служба

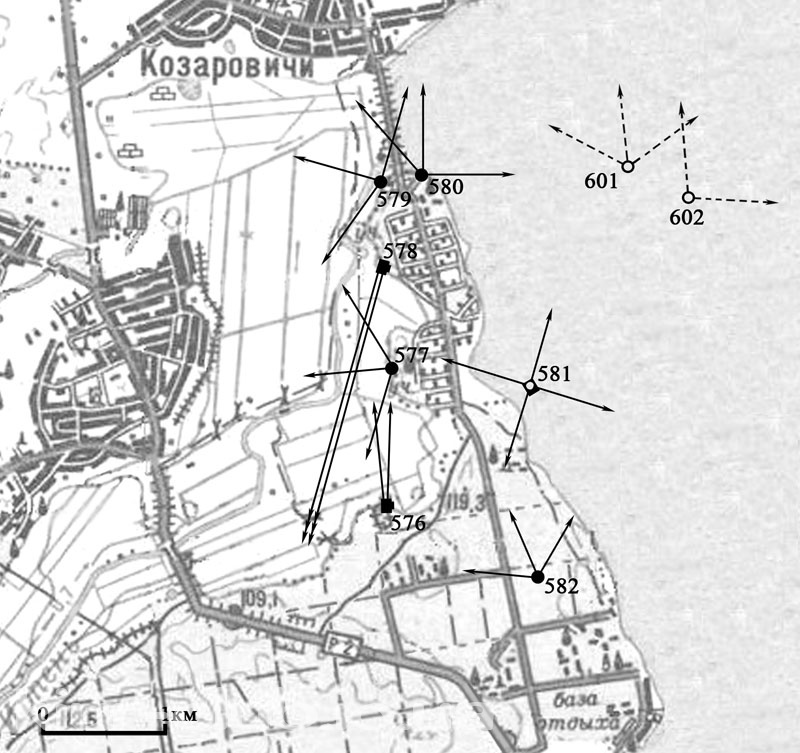
ДОТ № 580 в системе обороны 21-го БРО КиУР

Фортификационное сооружение приняло участие в Отечественной войне и организационно входило в 21-й батальонный район обороны (БРО) КиУР, прикрывающего участок Козаровичи. Гарнизон сооружения состоял из бойцов 161-го отдельного пулемётного батальона КиУР.
Вплоть до 24-25 августа 1941 г. находился в тыловой зоне вдали от линии фронта. Во время второго штурма КиУР, начавшегося 16 сентября 1941 года, ДОТ № 581 имел боевой контакт с противником начиная с рассвета 18 сентября, когда 296-я и 71-я начала активные действия на данном участке. Уже в к 08:00 противник захватил ДОТ, где в последние минуты на боевум посту оставался всего один неизвестный красноармеец, погибший от взрыва заряда взрывчатки. Днём 18 сентября войска 37-й армии по приказу командования начинают отход из Киева.

## Настоящее время
Доступ к ДОТ ограничен, его видно со стороны дамбы. Вход и амбразуры замурованы.

## Галерея

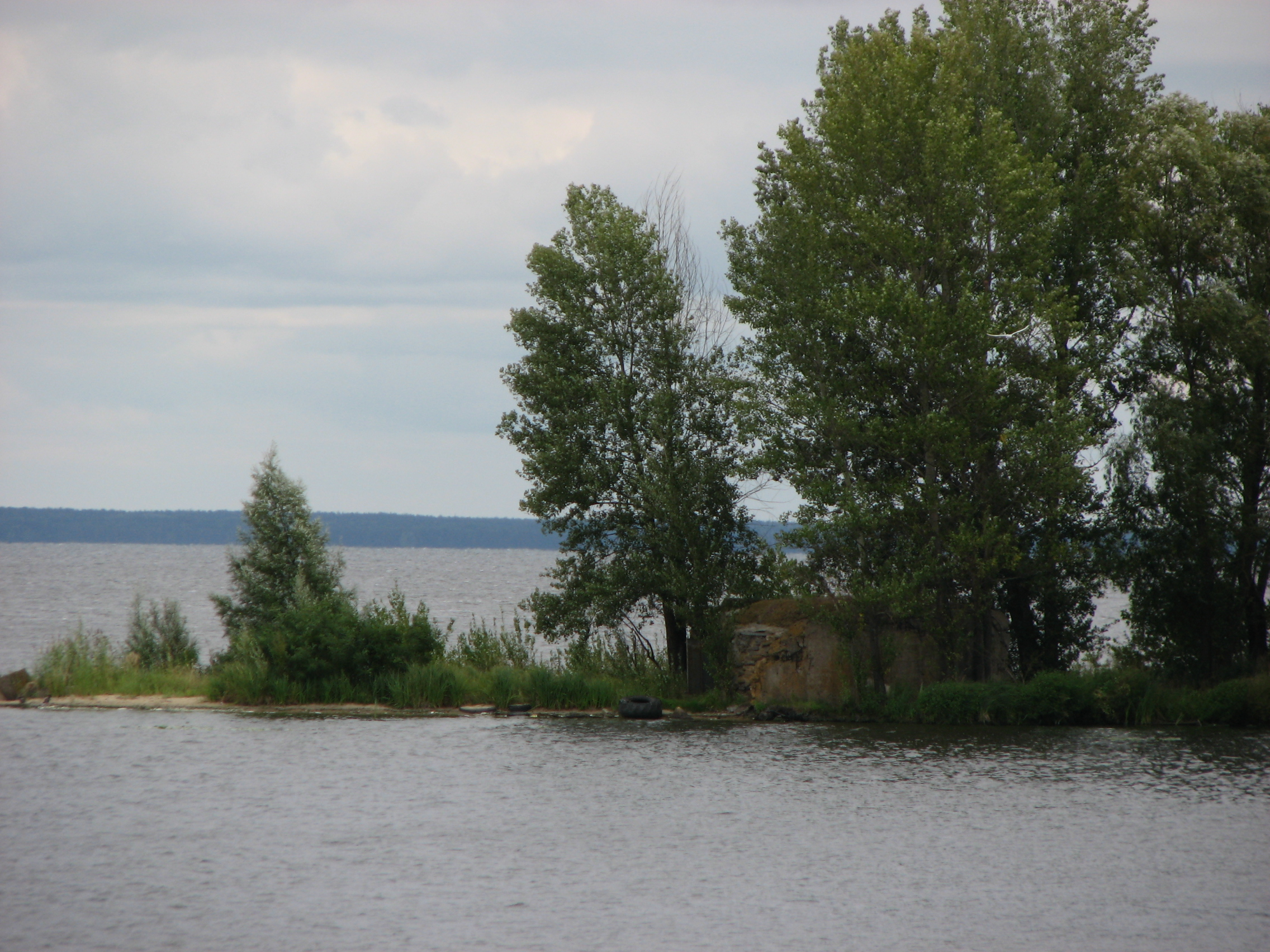
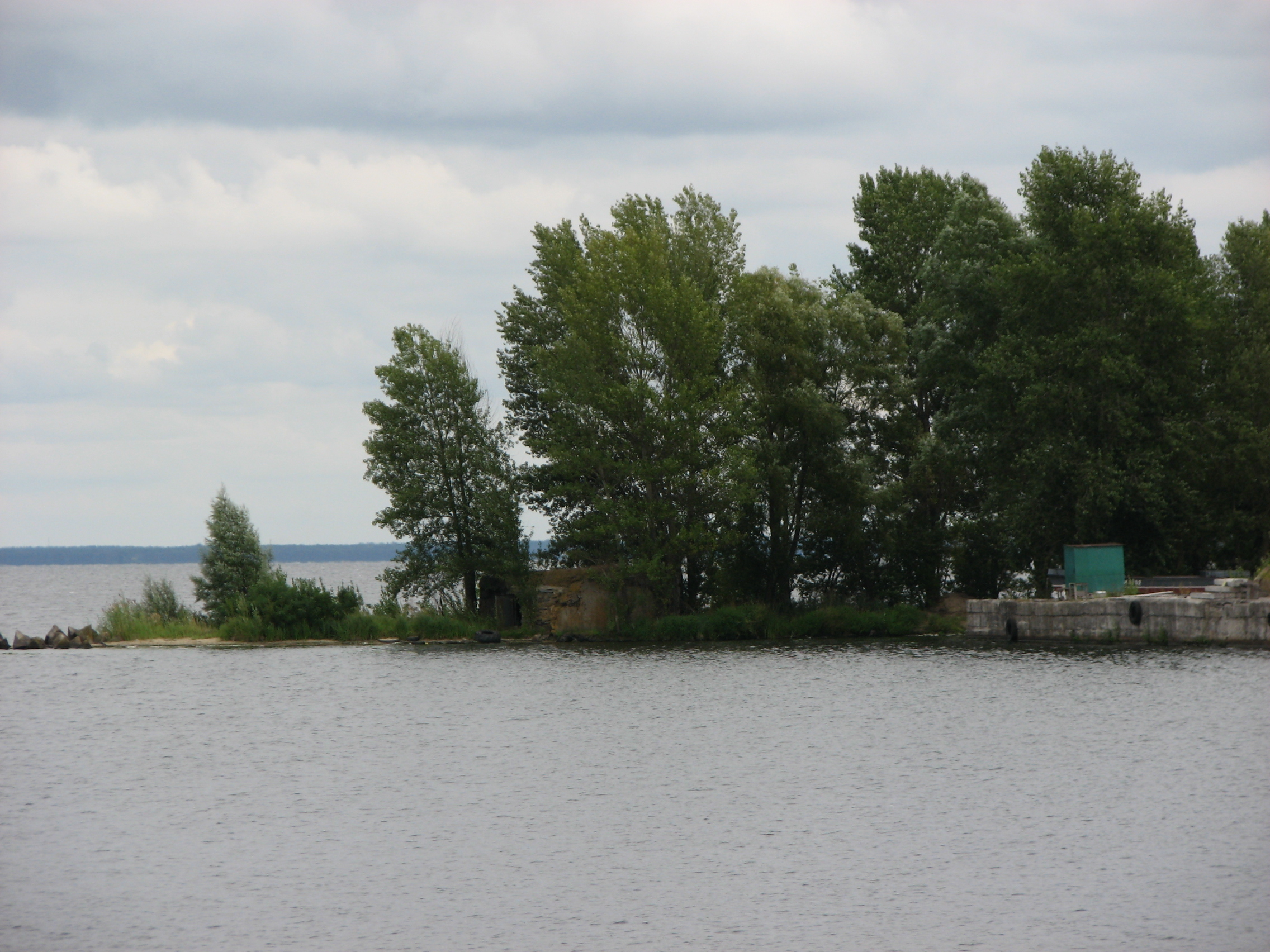
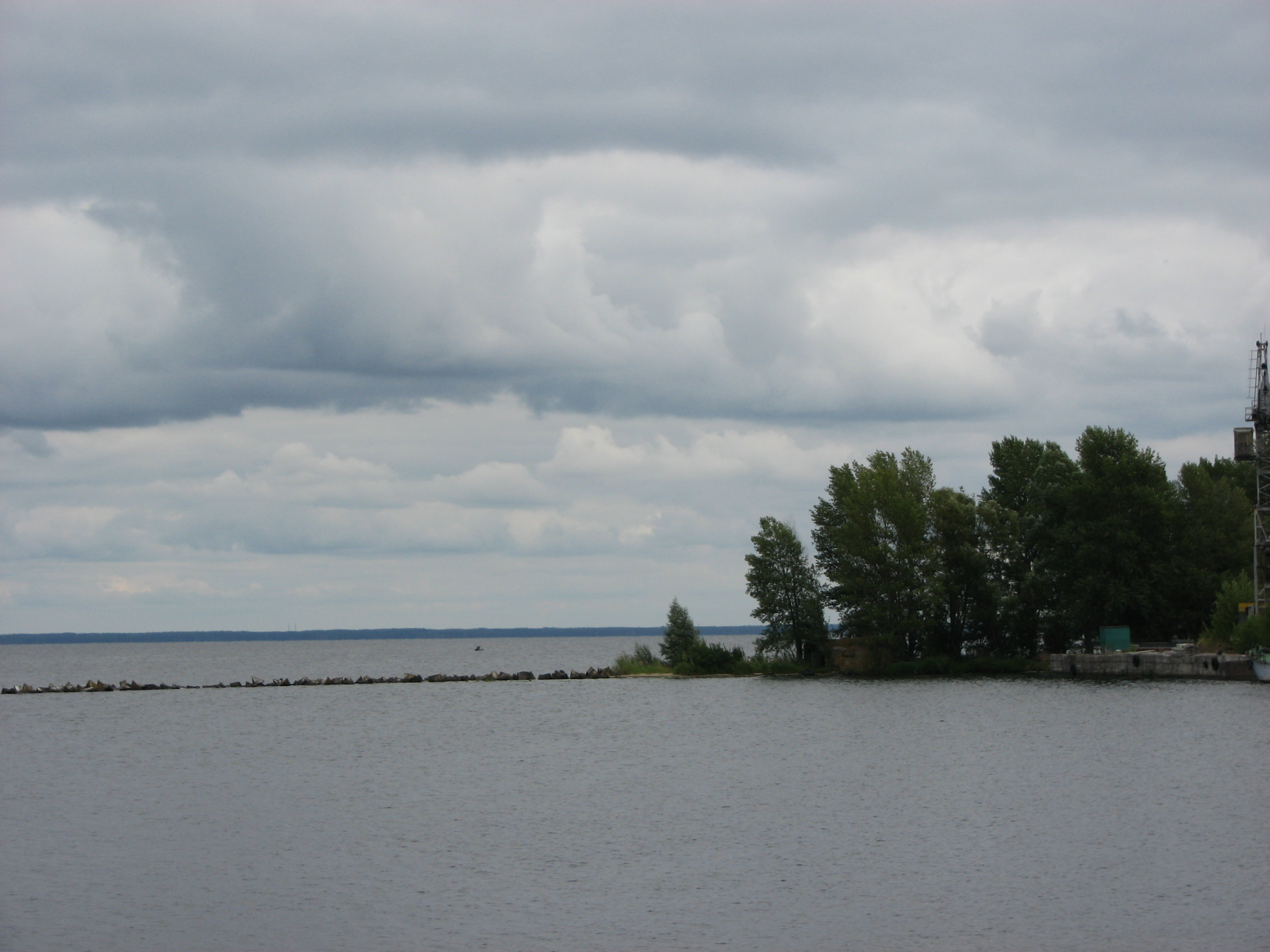